# Oberea moravica
Oberea moravica är en skalbaggsart som beskrevs av Josef Kratochvíl 1989. Oberea moravica ingår i släktet Oberea och familjen långhorningar.
Artens utbredningsområde är Ukraina. Inga underarter finns listade i Catalogue of Life.